# Enguídanos
Enguídanos ist ein Ort und eine zentralspanische Gemeinde (municipio) mit 294 Einwohnern (Stand: 2024) im Norden der Provinz Cuenca in der Autonomen Region Kastilien-La Mancha. 

## Lage und Klima
Enguídanos liegt auf der Westseite des Iberischen Gebirges in einer Höhe von ca. 735 m. Die Provinzhauptstadt Cuenca befindet sich gut 75 Kilometer (Fahrtstrecke) nordwestlich. Das Klima im Winter ist gemäßigt, im Sommer dagegen warm bis heiß. Regen (443 mm/Jahr) fällt das ganze Jahr über.

## Bevölkerungsentwicklung
| Jahr      | 1970 | 1981 | 1991 | 2001 | 2011 | 2021 |
| Einwohner | 1254 | 786  | 652  | 486  | 379  | 303  |

## Sehenswürdigkeiten
- Burganlage von Enguídanos
- Lukaskirche

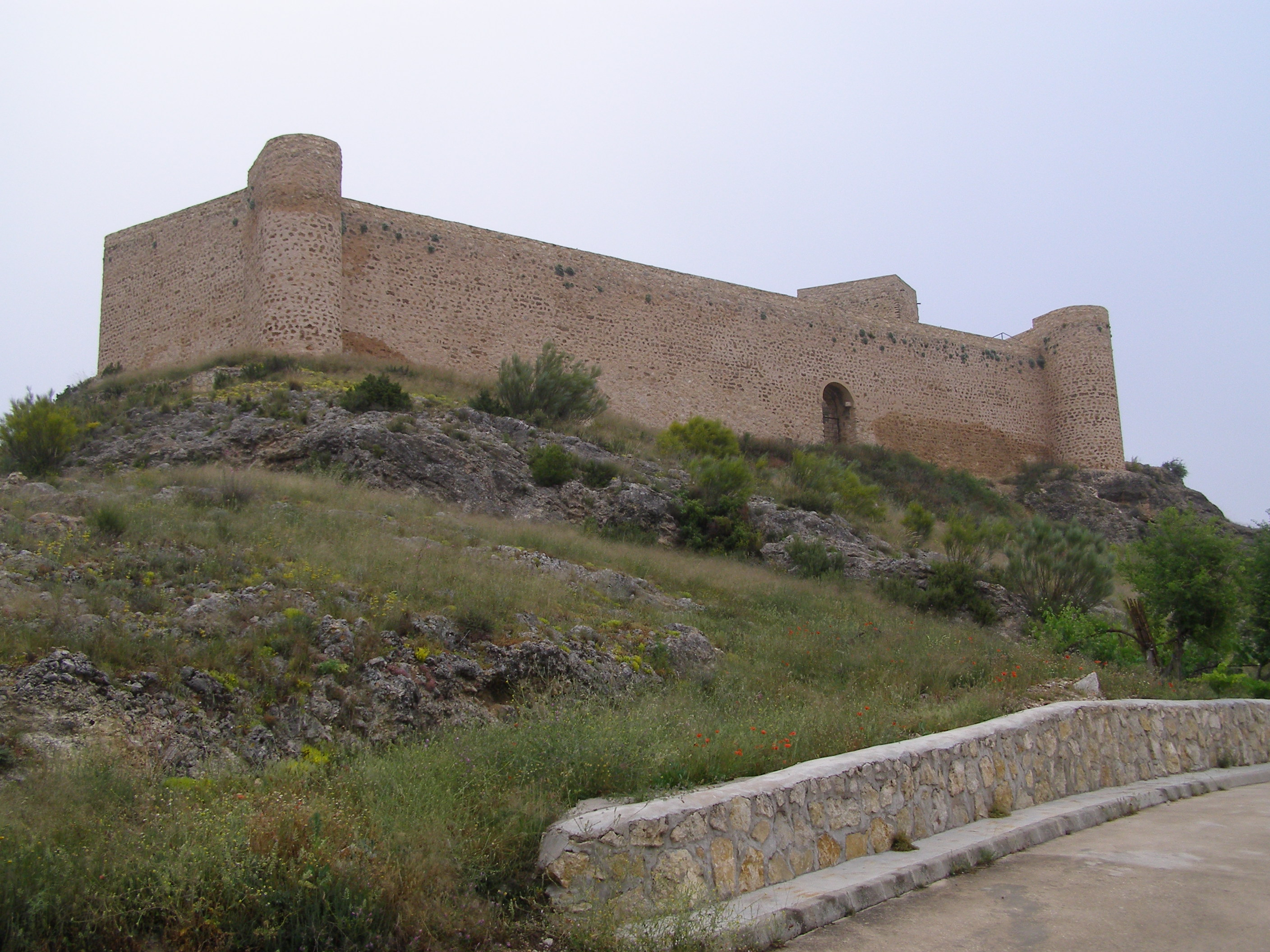
Burganlage
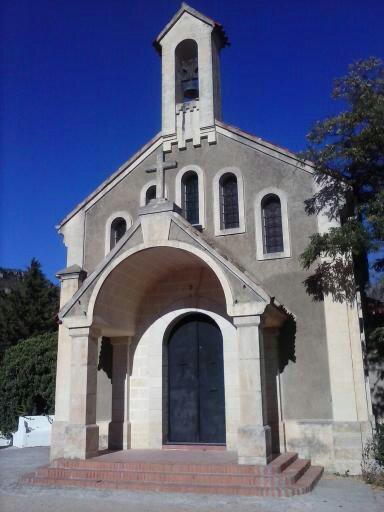
Lukaskirche